# Klaus Schrotthofer
Klaus Schrotthofer (* 1966 in Neuburg an der Donau) ist ein deutscher Journalist.

## Leben
Klaus Schrotthofer begann seine berufliche Laufbahn im Jahre 1988 als Volontär bei der Augsburger Allgemeinen. Nach seiner Ausbildung blieb er dort bis 1992 als Politikredakteur. Zwischen 1992 und 1994 war er als Korrespondent in Bonn für diverse deutsche Tageszeitungen tätig und im Anschluss weitere drei Jahre ausschließlich für das Nachrichtenmagazin Focus.
1996 wurde er leitender Redakteur des Kölner Stadt-Anzeiger und zwischen 1999 und 2001 war er in der Chefredaktion der Berliner Zeitung. In den Jahren 2002 bis 2004 war Schrotthofer als Sprecher von Bundespräsident Johannes Rau tätig.
Von November 2004 bis Ende 2007 war er Chefredakteur der Westfälischen Rundschau in Dortmund.
Seit 1. Januar 2008 war er einer von zwei Geschäftsführern der Zeitungsgruppe Thüringen in Erfurt, die wie die Westfälische Rundschau zum WAZ-Konzern gehört. Mit Ablauf des Jahres 2012 verkündete Schrotthofer seinen Abschied bei der ZGT, weil er sich neuen Aufgaben widmen will. Am 24. Februar 2014 wurde bekannt, dass Schrotthofer ab dem 1. März 2014 als Geschäftsführer bei der Mediengruppe Neue Westfälische fungieren wird.

## Werke
- Als Herausgeber: Geschichte(n) aus Westfalen. 60 Jahre Westfälische Rundschau (2006). ISBN 3-89861-577-4.